# Junonia nigricans
Junonia nigricans är en fjärilsart som beskrevs av Stoneham 1934. Junonia nigricans ingår i släktet Junonia och familjen praktfjärilar. Inga underarter finns listade i Catalogue of Life.